# Thành phố cổ Zamość
Thành phố cổ osiedle (tiếng Ba Lan: Osiedle Stare Miasto) là khu vực lịch sử lâu đời nhất của thành phố Zamość. Đây là một trong những Di sản thế giới của Ba Lan được công nhận vào năm 1992. Theo UNESCO, giá trị di tích này nằm ở chỗ nó là "một ví dụ nổi bật của một thị trấn được quy hoạch từ thời Phục hưng cuối thế kỷ 16, vẫn giữ nguyên bố cục và công sự ban đầu cùng một số lượng lớn các công trình đặc biệt đáng chú ý, pha trộn truyền thống kiến trúc Ý và Trung Âu.". Thị trấn thời trung cổ có diện tích 75 ha và vùng đệm 200 ha.

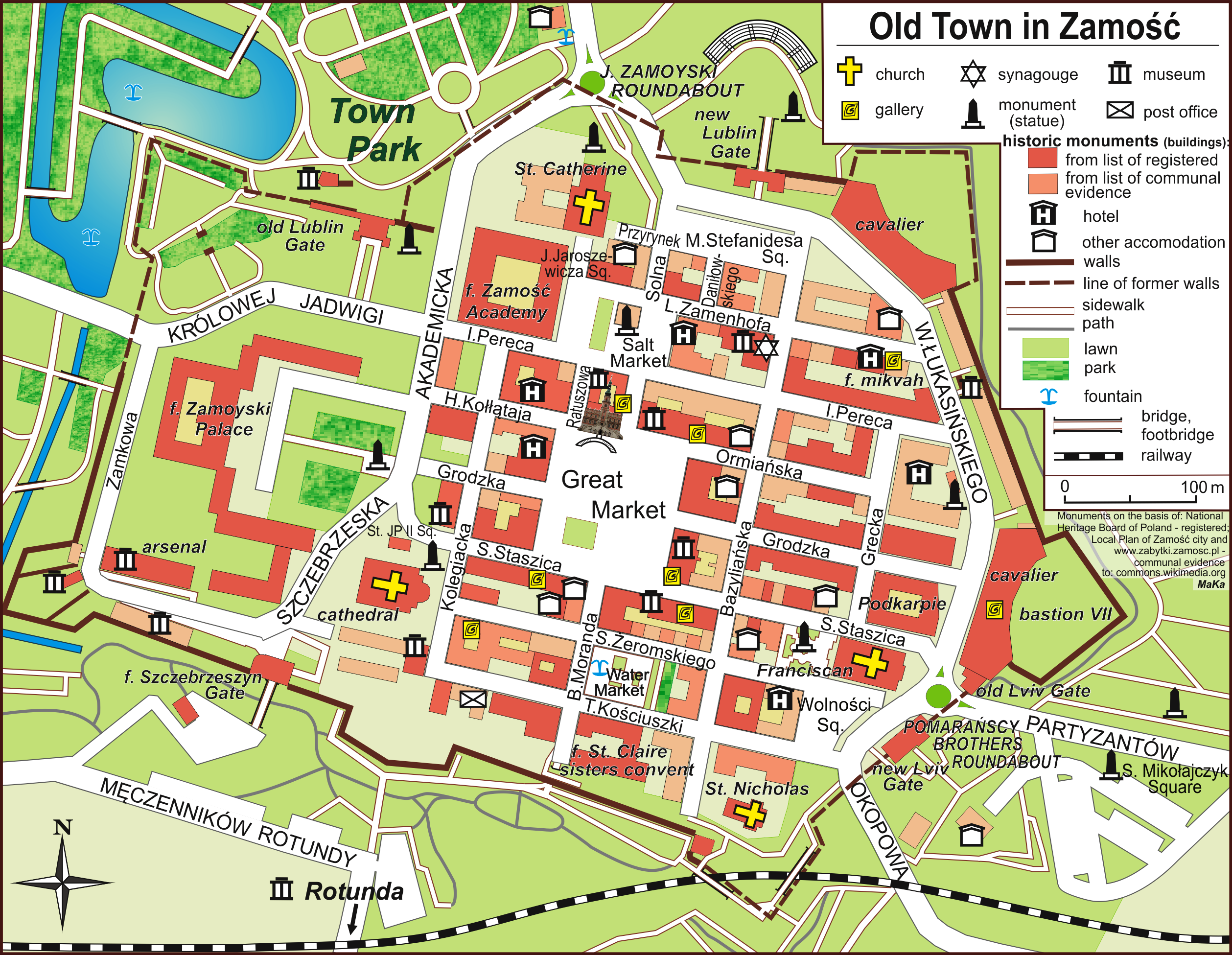
Bản đồ thành phố cổ Zamość

Đây là một trong những Di tích Lịch sử Quốc gia Ba Lan (Pomnik historii) được chỉ định vào ngày 16 tháng 9 năm 1994. Danh sách của nó được duy trì bởi Ủy ban Di sản Quốc gia Ba Lan. 

## Lịch sử
Zamość được xây dựng vào cuối thế kỷ 16 theo lý thuyết của Ý về "thị trấn lý tưởng". Quá trình xây dựng thị trấn này được tài trợ bởi Jan Zamoyski, và được thực hiện bởi kiến trúc sư Bernardo Morando.. Thị trấn cho thấy những ví dụ về phong cách kiến trúc Phục hưng, hòa lẫn với một chút trường phái kiểu cách cùng một số truyền thống nhất định của một đô thị Trung Âu, chẳng hạn như các phòng trưng bày nghệ thuật xếp hình vòng cung bao quanh quảng trường và lối đi có mái che phía trước các cửa hàng.

## Địa lý và di tích
Morando đã thiết kế thị trấn theo sơ đồ hình lục giác với hai phần riêng biệt: ở phía tây là nơi cư trú của các nhà quý tộc, và ở phía đông thị trấn, được phát triển xung quanh ba quảng trường là Quảng trường chợ Lớn, Quảng trường chợ Muối và Quảng trường chợ Nước.
Zamość bao gồm khoảng 200 di tích chính, bao gồm Quảng trường chợ Lớn được bao quanh bởi nhiều kamienice và Tòa thị chính Zamość. Phố cổ của nó còn bao gồm cả Nhà thờ chính tòa Zamość, Giáo đường Do Thái Zamość, Học viện và Cung điện Zamojski.
Phố cổ được bao quanh bởi phần còn lại của Pháo đài Zamość.

## Di sản thế giới UNESCO
Ủy ban Di sản thế giới đã công nhận Zamość như là một Di sản thế giới vào năm 1992 trên cơ sở tiêu chí iv - "là một ví dụ nổi bật về một loại công trình, kiến trúc hoặc công nghệ hoặc cảnh quan minh họa một giai đoạn quan trọng trong lịch sử loài người". Trong trường hợp cụ thể này, Zamość được công nhận là "một ví dụ nổi bật của một thị trấn được quy hoạch từ thời Phục hưng cuối thế kỷ 16, vẫn giữ nguyên bố cục và công sự ban đầu và một số lượng lớn các tòa nhà đặc biệt đáng chú ý, pha trộn truyền thống kiến trúc Ý và Trung Âu.".